# Mammutzentrum

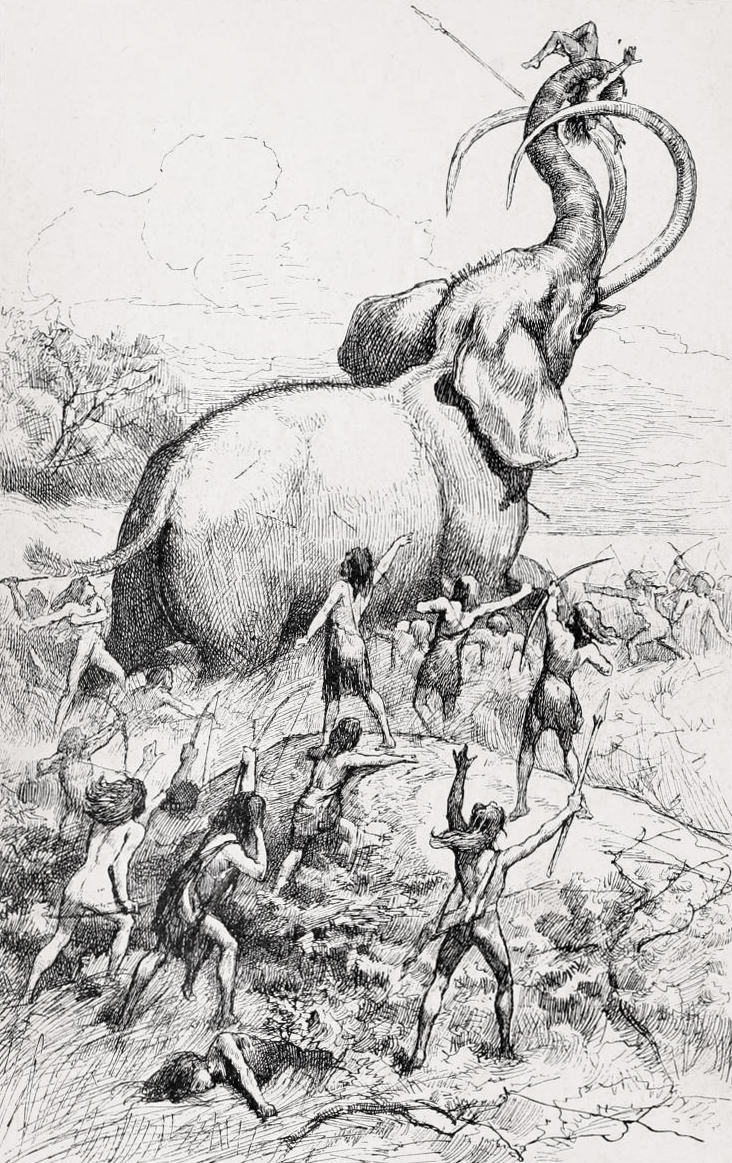
Künstlerische Darstellung der Jagd auf ein Mammut

Das Mammutzentrum (spanisch Central de Mamuts) ist eine paläontologische Fundstätte auf dem Gelände des Flughafens Santa Lucía im mexikanischen Bundesstaat Mexiko. Sie enthält die Überreste von mindestens 200 Präriemammuts sowie von 25 Kamelen und fünf Pferden. Die Stätte ist die weltweit größte Ansammlung von Mammutresten; die vorherige war The Mammoth Site in South Dakota mit 61 Exemplaren.

## Beschreibung
An der Fundstelle wurden auch menschliche Werkzeuge und bearbeitete Knochen entdeckt, was darauf hindeutet, dass die Menschen die Fundstelle nutzten, um große Säugetiere zu fangen und zu töten. Es werden weiterhin weitere Fossilien an der Fundstelle gefunden. Die Ausgrabung wird im Jahr 2022 enden, wenn der Bau des Flughafens voraussichtlich abgeschlossen sein wird.

## Geschichte
Es wird angenommen, dass es sich bei der Fundstelle um das sumpfige Ufer eines alten Seebetts handelt, in dem vor 10.000 bis 20.000 Jahren Tiere gefangen wurden. An der Fundstelle wurden menschliche Werkzeuge gefunden. Es wurde die Hypothese aufgestellt, dass Menschen die Mammuts in das Gebiet getrieben haben, um sie zu töten. Der Archäologe Rubén Manzanilla López vom Instituto Nacional de Antropología e Historia hat berichtet, dass die Mammuts anscheinend von Menschen zerlegt wurden. Es bleibt unklar, ob die Mammuts eines natürlichen Todes starben und dann von Menschen bearbeitet wurden. Der Standort ist 19 km von künstlichen Gruben entfernt, die einst von Menschen zum Fangen und Töten großer Säugetiere genutzt wurden.

## Entdeckung

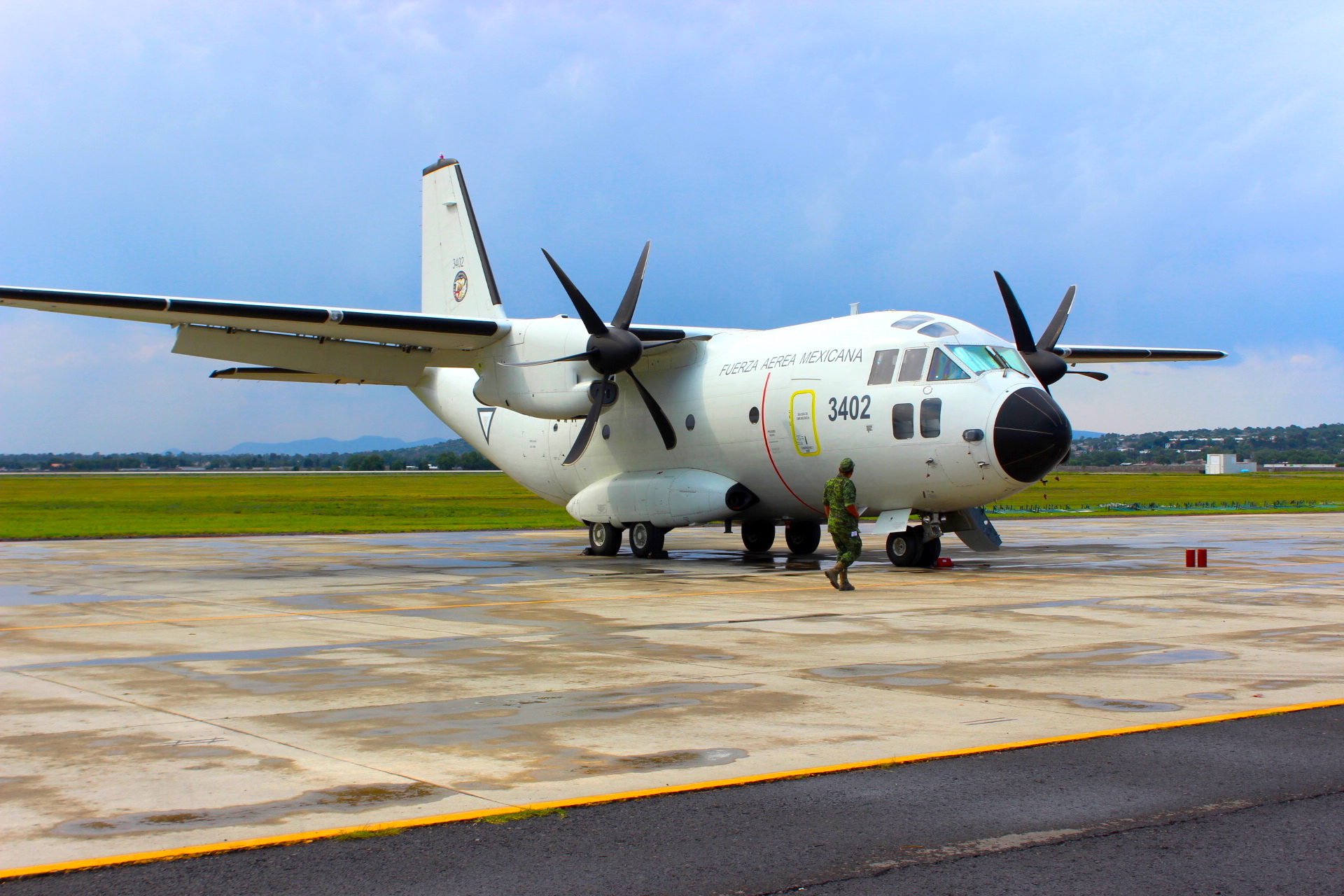
Militärflugzeug auf dem Flughafen Santa Lucía

Die Mammuts wurde während des Baus des Flughafens Mexiko-Stadt Santa Lucía entdeckt. Aufgrund der Häufigkeit der Überreste wurden alle folgenden Bauarbeiten von Archäologen begleitet und mehrfach für weitere Ausgrabungen gestoppt.

## Bedeutung
Die Forscher hoffen, dass die Fundstelle die Hauptursachen für das Aussterben des Präriemammuts aufdecken wird. Der Paläontologe Joaquin Arroyo Cabrales glaubt, dass die Fundstelle zeigen wird, dass es einen Synergieeffekt zwischen Klimawandel und dem Auftreten des Menschen gab.